# 카카오뱅크
카카오뱅크(영어: KakaoBank)는 대한민국의 두 번째 인터넷 전문은행이다.

## 개요
2017년 7월 27일 케이뱅크에 이어 2번째 인터넷 전문은행으로 영업을 시작한다. 출범 이후 빠른 자산 증가와 향후 행보를 위해 5천억원 규모의 주주배정 유상증자를 결정한 뒤 9월 완료한다. 출범 후 약 3개월 동안 수신규모 4조 2천억 원, 여신규모 3조 3,900억 원을 기록했다. 2018년 4월 25일 5천억원 규모의 2번째 유상증자를 완료해서 납입자본금이 1조 3천억 원으로 증가했다. 2019년 11월 22일 (주)카카오가 한국투자금융지주의 일부 지분을 인수하면서 최대주주가 되었다. 2020년 6월 1일 상호를 기존 "한국카카오은행주식회사"(영어: Kakao Bank of Korea Corp.)에서 "주식회사 카카오뱅크"(영어: KakaoBank Corp.)로 변경했다.

## 카드

### 체크카드
카카오프렌즈 캐릭터 무지, 라이언, 어피치, 춘식이, 콘이 들어간 것과, 캐릭터가 없는 화이트, 옐로우, 블랙이 있다. 2025년 2월에 추가된 K-패스 버전은 흰색 바탕의 춘식이 캐릭터로 나온다.
KB국민카드의 카드망을 기반으로 한다. 국내전용(9490)과 마스터카드(5365)로 나온다. 어피치와 라이언은 후불교통카드 선택이 가능하다. 그 이외는 후불교통카드가 기본적으로 탑재된다. 연회비는 없으나, 분실, 개명 등에 따른 재발급 수수료는 2,000원이다. 출시 초기에는 몇몇 간편결제 서비스 앱에 등록되지 않았으나, 차츰 개선하여 현재는 대부분의 간편결제 서비스에 등록이 가능하다. 다만 페이나우에서는 아직 카카오뱅크 체크카드를 사용할 수 없다. 발급은 만 17세부터이다.
KB국민카드처럼 ISP 비밀번호는 숫자와 문자 조합으로 등록했으나, 2020년 8월 26일부터 비씨카드처럼 숫자 6자리로 간소화했다.
2018년 8월 24일에 카카오프렌즈 캐릭터 제이지, 튜브, 프로도, 네오가 삽입된 리미티드 에디션 체크카드가 출시되었고, 2019년 8월 22일까지 발행했다.
2025년 2월에는 iM뱅크와 함께 K-패스 참여를 선언하고, 기존 카카오뱅크 체크카드의 K-패스 버전을 출시했다. 흰색 바탕의 춘식이 캐릭터로 나오며, 기존 사용자는 K-패스 버전으로 재발급받을 수 있다.

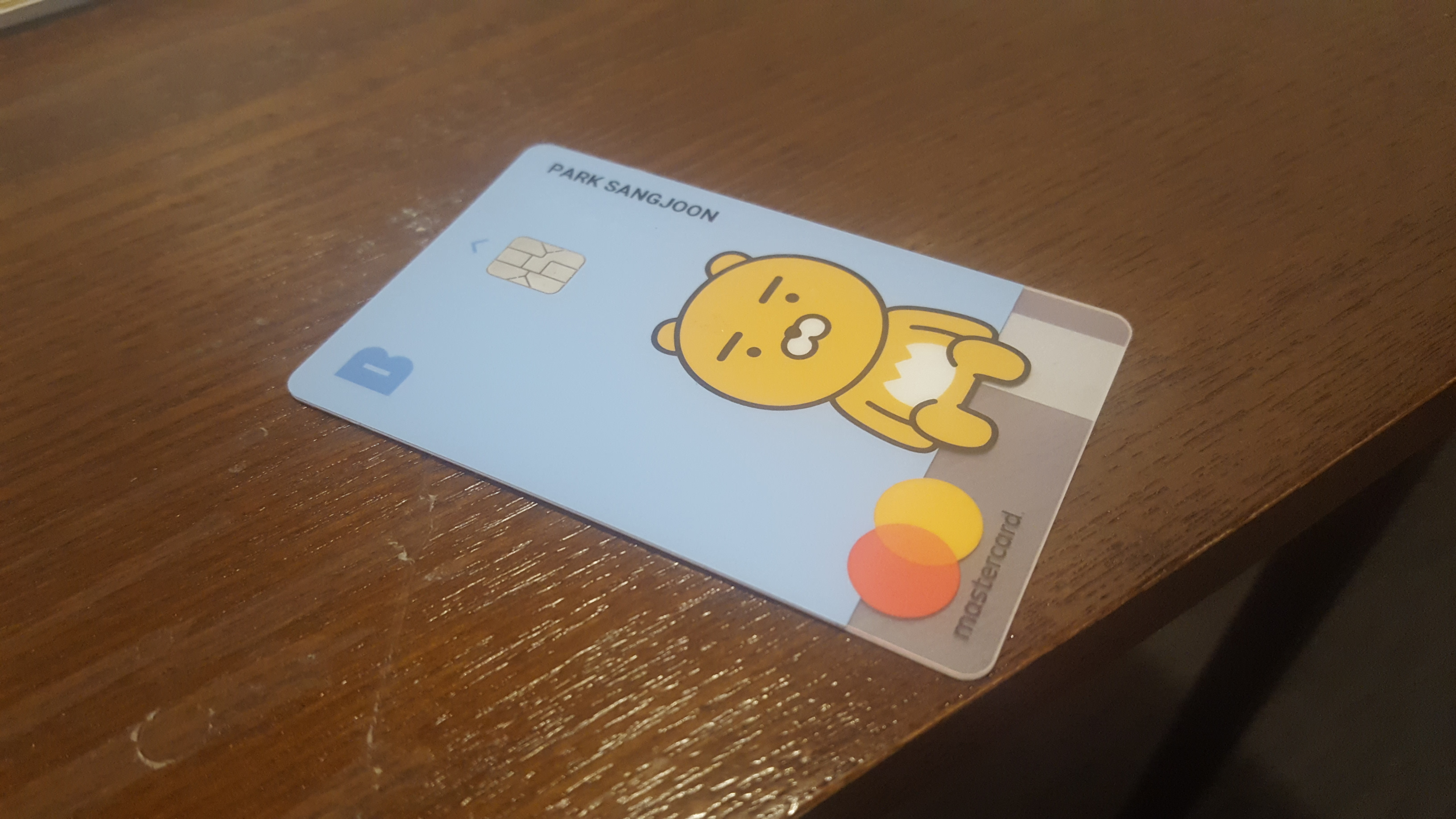
카카오뱅크 체크카드 라이언(박상준)

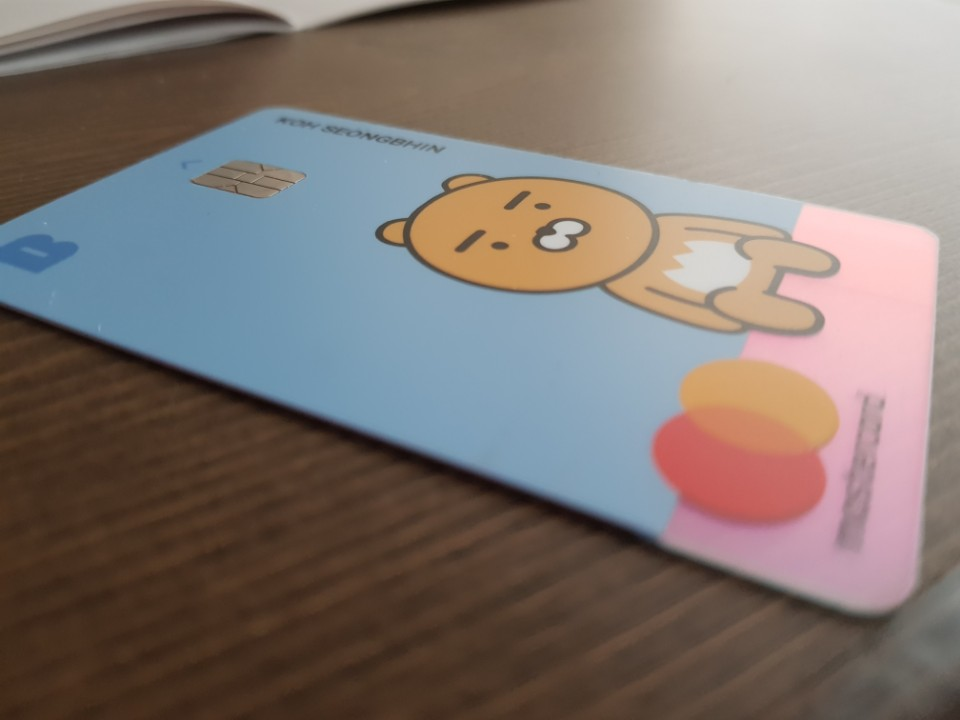
카카오뱅크 체크카드 라이언(고성빈)

| 이름 | 이름           |      | 후불교통카드 |
| ---- | -------------- | ---- | ------------ |
|      | 무지(MUZI)     | 가능 | 기본제공     |
|      | 콘(CON)        | 가능 | 기본제공     |
|      | 블랙(BLACK)    | 가능 | 기본제공     |
|      | 어피치(APEACH) | 가능 | 선택가능     |
|      | 라이언(RYAN)   | 가능 | 선택가능     |

### 카뱅미니(선불카드)
인터넷은행을 쓰고 싶어도 쓸 수 없는 어린이와 청소년을 위해서 2020년 10월 19일에 나왔으며 만 7~18세가 주 대상이며 한도는 50만원, 하루 이체한도 30만원, 월 이체한도 200만원 제한이 있으며 해외결제와 후불교통이 안되며 본인 휴대폰번호만 있으면 만들 수 있다. 입출금은 일반카드와 똑같으나 유흥업소 등 청소년 보호법상, 청소년 유해 업소로 엄연히 분류되는 가맹점은 미성년자의 사용 제한을 위한 보안 시스템이 작동되고, 앞면 캐릭터는 니니즈가 들어가 있으며 티머니가 내장되어 있다.

### 신용카드
카카오뱅크는 2018년 상반기 신용카드 사업 예비인가를 추진하고, 2019년 하반기 사업 시작을 목표로 신용카드 사업 준비도 본격화하고 있었다. 그러나 이를 잠정적으로 보류하다가 2020년 4월 27일에 삼성, 국민, 신한, 씨티 4개 회사와 업무 협약을 맺은 후에 출시되었다. 씨티를 제외한 나머지는 라이언이 있으며, 현금카드가 내장되어 있다. 국제 브랜드는 마스터카드와 비자카드가 모두 가능하며, 비자카드는 인상된 로열티 1.1%를 모두 사용자들로부터 받는다. 씨티카드는 카카오뱅크 씨티카드의 출시 이후 카카오페이 오프라인 카드 결제를 지원하기 시작했다. 2021년 7월에는 카카오뱅크 롯데카드도 추가됐다.
다만 카카오뱅크 씨티카드는 한국씨티은행이 2021년에 소매금융 철수를 선언하면서 동년 12월 1일에 단종됐다.
2023년에 우리카드가 카카오뱅크 제휴 신용카드를 추가했으며, 마스터카드가 장착됐다.

## 입금·출금·송금
모든 은행의 ATM에서 수수료 없이 입금·출금·송금이 가능하다. 모든 편의점ATM에서는 입출금 및 송금을 할 수 있다.

## 전산 시스템
카카오뱅크는 2017년에 대한민국 금융권 중 최초로 전산 시스템에 리눅스를 도입하였다.
KB국민은행은 2020년도의 차세대 전산 시스템으로 메인프레임과 함께 리눅스를 도입하기로 결정하였다. 원래는 차세대 전산 시스템으로 유닉스를 도입하려고 했으나 그 계획은 취소되었다.
증권(주식) 거래소인 한국거래소(KRX)는 대한민국 자본 시장 거래 시스템 최초로 2014년에 리눅스 시스템을 도입하였다.

## 해외 송금·환전
한국씨티은행과의 제휴로 해외 송금 및 환전이 가능하다.

## 같이 보기
- (주)카카오
- 대한민국의 금융기관 목록
- 네오뱅크
- 케이뱅크
- 토스뱅크